# 加地健三郎
加地 健三郎（かち けんさぶろう、1921年 - 没年不明）は、大阪府出身のプロ野球選手。右投右打で、ポジションは二塁手、三塁手、遊撃手。

## 来歴・人物
京阪商業学校（現：大阪府立芦間高等学校）時代には春1回（1938年）、夏2回（1938年、1939年）甲子園に出場した。京阪商業時代のチームメイトに宮口美吉、深尾文彦（2人とものち南海軍）、乾国雄（のち阪神軍）がいる。
1940年3月15日、ライオン軍と契約し入団。二塁、三塁、遊撃を守ることができるユーティリティープレイヤーとして活躍した。打率は低かったが勝負強い打撃で8打点をマークした。同年末にライオン軍を退団。
それから10年後の1950年に読売ジャイアンツに復帰。しかし、年齢的に峠を過ぎていたこともあって、全く出場機会がないまま同年末に現役引退した。

## 詳細情報

### 年度別打撃成績
| 年 度     | 球 団     | 試 合 | 打 席 | 打 数 | 得 点 | 安 打 | 二 塁 打 | 三 塁 打 | 本 塁 打 | 塁 打 | 打 点 | 盗 塁 | 盗 塁 死 | 犠 打 | 犠 飛 | 四 球 | 敬 遠 | 死 球 | 三 振 | 併 殺 打 | 打 率 | 出 塁 率 | 長 打 率 | O P S |
| --------- | --------- | ----- | ----- | ----- | ----- | ----- | -------- | -------- | -------- | ----- | ----- | ----- | -------- | ----- | ----- | ----- | ----- | ----- | ----- | -------- | ----- | -------- | -------- | ----- |
| 1940      | ライオン  | 56    | 154   | 130   | 10    | 22    | 1        | 1        | 0        | 25    | 8     | 0     | --       | 2     | 1     | 21    | --    | 0     | 32    | --       | .169  | .283     | .192     | .475  |
| 通算：1年 | 通算：1年 | 56    | 154   | 130   | 10    | 22    | 1        | 1        | 0        | 25    | 8     | 0     | --       | 2     | 1     | 21    | --    | 0     | 32    | --       | .169  | .283     | .192     | .475  |

### 背番号
- 20 （1940年）
- 27 （1950年）